# Ghofrane Mohammad
Ghofrane Mohammad (ur. 6 czerwca 1989 w Aleppo) – syryjska lekkoatletka specjalizująca się w biegach płotkarskich.
W 2005 zajęła szóste miejsce w mistrzostw świata juniorów młodszych, a w kolejnym sezonie zdobyła pierwszy złoty medal mistrzostw Azji juniorów oraz była siódma na juniorskich mistrzostwach świata. Dwa sezony później ponownie została mistrzynią Azji juniorów w biegu na 400 metrów przez płotki. W okresie kariery juniorskiej zdobyła szereg medal imprez o zasięgu regionalnym m.in. mistrzostw panarabskich juniorów. 
Sezon 2012 rozpoczęła od startu w biegu na 60 metrów przez płotki podczas halowych mistrzostw świata (odpadła w eliminacjach). Wyniki testów dopingowych przeprowadzonych podczas igrzysk olimpijskich (Syryjka odpadła w eliminacjach biegu na dystansie 400 metrów przez płotki) w Londynie wykazały stosowanie przez zawodniczkę niedozwolonych środków. Wynik z Londynu został anulowany, a zawodniczka otrzymała karę 6 miesięcy dyskwalifikacji (do 9 lutego 2013).
Rekordy życiowe: bieg na 100 metrów – 12,04 (21 czerwca 2008, Radis); bieg na 400 metrów – 53,55 (10 września 2006, Algier); bieg na 400 metrów przez płotki – 57,42 (16 sierpnia 2006, Pekin). Wszystkie rezultaty biegaczki są aktualnymi rekordami Syrii.